# Gustav von Koch
Gustav von Koch, född 1849, död den 21 november 1914, var en tysk zoolog.
von Koch var professor i zoologi vid polytekniska högskolan i Darmstadt och intendent ("inspektor") vid naturhistoriska avdelningen av museet där. Han författade några grundläggande arbeten över korallernas morfologi.